# Distributed Relational Database Architecture
Mit Distributed Relational Database Architecture (DRDA) wird sowohl die IBM-Architektur für verteilte Datenbanken bezeichnet, die sich auf unterschiedlichen heterogenen Plattformen befinden, als auch das von IBM für die Verteilung der Daten entwickelte Protokoll.
DRDA ermöglicht den verteilten Zugriff auf die verschiedenen Versionen der IBM-Datenbanksysteme DB2 und Informix.
Es gibt verschiedene Stufen der Realisierung der DRDA:
Remote Request
- Unterstützung eines einzelnen SQL-Requests auf einem entfernten System
- Es kann nur auf eine Lokation Bezug genommen werden.
- Es wird keine Transaktionsverarbeitung unterstützt.
- Jedes Statement wird separat abgewickelt und sofort vollzogen
- Der Server führt nach jedem Statement ein COMMIT durch.

Remote Unit of Work (RUW)
- Unterstützung mehrerer SQL-Requests innerhalb einer UOW (Unit of Work)
- Innerhalb einer UOW wird nur ein Server angesprochen
- Der One-Phase-Commit reicht noch aus

Distributed Unit of Work (DUW)
- Innerhalb einer UOW können mehrere Server angesprochen werden
- Ein einzelner Request spricht nur einen Server an
- Einsatz des Two-Phase-Commit erforderlich

Distributed Request (DR)
- In einer Abfrage (einem SQL-Statement) können mehrere Server angesprochen werden

Innerhalb der DB2-Welt ist meistens DUW und sogar DR möglich.
Wenn auf Server anderer Datenbank-Hersteller oder auf ODBC-Datenquellen zugegriffen werden soll, dann sind teilweise nur die Stufen 1 oder 2 möglich.